# Quimiorradioterapia
A quimiorradioterapia ou quimiorradiação (CRT, CRTx) é uma combinação de quimioterapia e radioterapia. A quimiorradiação pode ser simultânea (em conjunto) ou seqüencial (uma após a outra), esse procedimento é chamado quimiorradioterapia simultânea (CCRT).
A quimioterapia usa drogas anticancerígenas (citotóxicas) para destruir as células cancerígenas. Os medicamentos quimioterápicos podem tornar as células cancerígenas mais sensíveis à radioterapia. Isso pode ajudar a radioterapia a funcionar melhor. Isso é útil apenas para certos tipos de câncer, por isso não é adequado para todos.

## Terapia
Os médicos podem sugerir esse tratamento para ajudar a controlar o câncer por mais tempo, quando a cura do câncer não for possível. Antes de iniciar o tratamento, a equipe de radioterapia calcula quanta radiação o paciente precisa. Eles o dividem em vários tratamentos menores. Eles chamam cada tratamento de uma fração. Na consulta de planejamento, os radiologistas podem fazer marcas de caneta ou pequenas tatuagens em sua pele na área de tratamento.
O tratamento começa alguns dias ou até três semanas após a sessão de planejamento. Existem duas maneiras de administrar radioterapia:
- A radioterapia por feixe externo é realizada de fora do corpo (externamente) por uma máquina de radioterapia.
- A radioterapia interna é quando um material radioativo é colocado dentro do corpo. Às vezes é chamada braquiterapia ou terapia por radioisótopos.[7] O paciente recebe radioterapia de uma máquina externa como tratamento diário, cinco dias por semana, por cerca de 5 semanas.

### Terapia de prótons
Estudo sugere que a terapia de prótons com quimiorradioterapia simultânea pode reduzir significativamente eventos adversos graves em comparação com a terapia de fótons, com resultados oncológicos comparáveis.